# Pleasant Valley Sunday
Pleasant Valley Sunday är en poplåt skriven av Carole King och Gerry Goffin. Den spelades in och lanserades som vinylsingel av The Monkees 1967. Namnet på låten kommer ifrån gatan Pleasant Valley Way i West Orange, New Jersey. Texten i låten är en kommentar till statussymboler, social status och livet i en välmående förort. Till låtens slut bestämde sig producenten Chip Douglas och studioteknikern Hank Cicalo för att lägga ett ökande ekocresendo fram tills musiken blev helt oigenkännlig och sedan tona ut låten. Låten finns med på albumet Pisces, Aquarius, Capricorn & Jones Ltd. och spelades i andra säsongen av tv-serien "The Monkees". Även singelns baksida "Words" blev framgångsrik och listnoterades på Billboard Hot 100 som #11.

## Listplaceringar
| Lista (1967)   | Topplacering          |
| -------------- | --------------------- |
| Australien     | 12 (Go Set)           |
| Danmark        | 8 (DR "Top 20")       |
| Irland         | 11                    |
| Kanada         | 1                     |
| Norge          | 4 (VG-lista)          |
| Nya Zeeland    | 2 (NZ Listner)        |
| Spanien        | 12                    |
| Storbritannien | 11                    |
| Sverige        | 12 (Kvällstoppen)     |
| USA            | 3 (Billboard Hot 100) |
| Västtyskland   | 18                    |